# Loverval

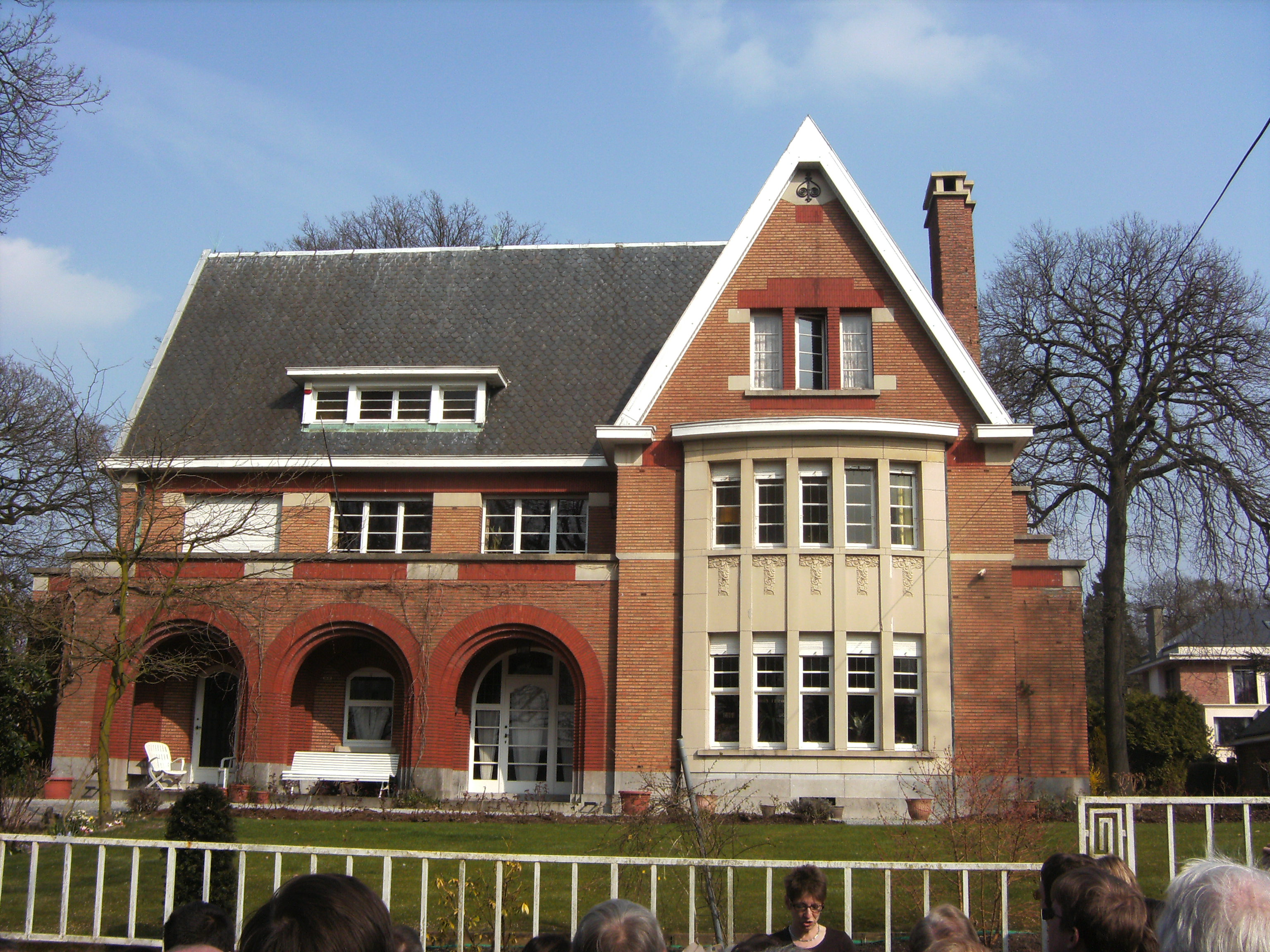
Loverval

Loverval (en valón: Lavervå) es una localidad belga integrado en el municipio de Gerpinnes, en la provincia de Henao, comunidad valona.
De acuerdo con el censo de 2012, su población era de 1.790 habitantes.